# Sestřel

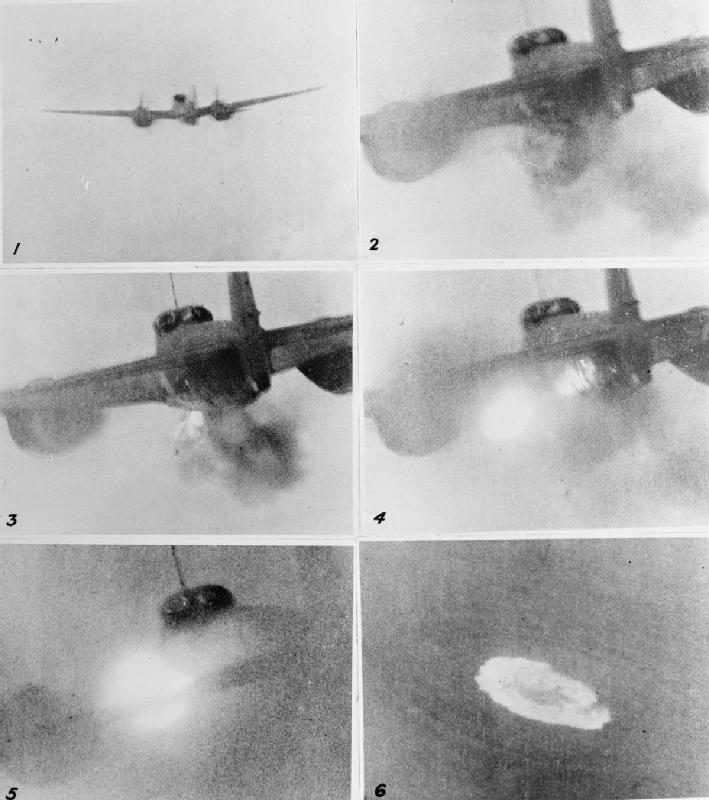
Sekvence záběrů sestřelu Junkersu Ju 88 během druhé světové války zachycená fotokulometem.

Letecký sestřel je vojenský termín, který označuje záměrné zničení, poškození nebo uzemnění nepřátelského letadla. Většinou je projevem válečného střetu. Ve výjimečných případech se lze setkat s případy leteckých sestřelů mimo válečný konflikt, kdy je terčem útoku letadlo ohrožující veřejnou bezpečnost.

## Historie
Fenomén leteckých sestřelů šel ruku v ruce s vývojem válečného letectví. První projevy letecké agrese v průběhu ozbrojeného konfliktu se objevily během první světové války, kdy válečná letadla krom průzkumné a výzvědné činnosti sloužila k cílenému zneškodňování pozemních cílů pomocí ručně vrhaných bomb a v pozdějších fázích konfliktu i k zneškodňování nepřátelských letadel.